# ラプ＝ラプ
ラプ＝ラプ（Lapu-Lapu、1491年? - 1542年）は、16世紀、フィリピンのマクタン島（セブ島の東沖合い）の領主であり、イスラム教徒の部族長。世界一周航海の途上でフィリピンへ来航し、キリスト教への改宗と服従を要求するフェルディナンド・マゼランらをマクタン島の戦いで破り、マゼランを討ち取った。フィリピンでは民族の誇りを守った国民的英雄とみなされている。なお、マゼラン艦隊の記録者であり、マゼランとラプラプの戦闘にも参加しているアントニオ・ピガフェッタによれば名前をセラプラプもしくはシラプラプとしている。

## 解説
マゼランはフィリピンにたどりつくと、鎧と槍、火縄銃、大砲などの武器の威力を背景に部族長たちに対してスペイン王への朝貢とキリスト教に改宗したセブ王への服従ならびにキリスト教への改宗を要求。部族長を次々と服従させていったが、マゼランの要求を初めて拒否したのがラプ＝ラプであった。
マゼランは激怒し、ラプ＝ラプを討つべく兵をひきいてマクタン島へやってきた。1521年4月27日のことである。島の地理と潮汐を知り尽くしたラプ＝ラプは、綿密な情報収集と周到な計画の上でこのマクタン島の遠浅の海岸を決戦地に選んでいた。干潮のため、船で岸に近づけなかったマゼランとその部隊は艦砲射撃をあきらめ、上陸。抵抗勢力を結集して待ち構えていたラプ＝ラプの軍勢と戦闘状態に入った。ラプ＝ラプたちは甲冑で身を固めたスペイン兵の足だけが無防備なことを見抜くなど、巧みな戦術によってマゼラン軍を破り、ついにマゼラン本人を殺害した。リーダーを失ったマゼランの配下たちは退却していった。（マクタン島の戦い）
伝説ではラプ＝ラプ本人がマゼランと一騎討ちの末、とどめをさしたといわれているが、研究者たちはこれを事実とは考えていない。マゼランの近傍で戦いに参加していたピガフェッタの記録でもマゼランは大勢の敵と戦っており、王らしき人物とマゼランの一騎討ちについての記述はない。しかし一騎討ちの事実は無いにせよ、ラプ＝ラプはヨーロッパ人のアジア侵略に対して立ち上がった最初の東南アジア人であるとされ、現代に至るまでフィリピンの英雄とされている。マクタン島には海に向かって立つラプ＝ラプの像がある。また、マクタン島の主要部を占める都市にはラプ＝ラプ市の名前がつけられ、フィリピン近海でとれるアカハタ属の複数種の魚には彼にちなんでラプ＝ラプの名前がつけられている。

## 概説
1. 1 2  ピガフェッタ(2011)、p.116-121